# Alloneuron
Alloneuron là chi thực vật có hoa trong họ Mua.